# Enrique Cerda Villablanca
Enrique Cerda Villablanca es un físico chileno galardonado con el premio "Premio Ig Nobel de Física" en 2007, organizado por la Universidad de Harvard, por su investigación "Por qué se arrugan las sábanas". Con anterioridad, en 2003, el científico escribió sobre las arrugas en una superficie delgada en la revista Nature.
Actualmente se desempeña como académico de la Universidad de Santiago de Chile.